# Arie van Meijgaard
Arie van Meijgaard (Katwijk, 12 november 1881 – Den Haag, 14 december 1976) was een Nederlandse lijstenmaker en schilder.

## Biografie
Van Meijgaard bestierde samen met zijn vrouw een lijstenmakerij, Kunsthandel Polychroom. Voor de Tweede Wereldoorlog bevond de zaak zich in de Haagse Eerste van den Boschstraat 84 in het Bezuidenhout. Na de oorlog zijn ze verhuisd naar de Louise de Colignystraat 109, een paar straten verderop, waar ze tot in de jaren 1960 zijn gebleven.
In de lijstenmakerij werden schilderijen ingelijst van bekende Haagse schilders waaronder Louis Apol, Chris Lebeau, Louis Soonius en Annie Tels. Laatstgenoemde was de moeder van Peter van der Linden, die een theater had in de Riouwstraat. Naast het maken van lijsten werden in de winkel ook penselen, verf en schildersdoeken verkocht. De vader van Paul van Vliet zou er geregeld zijn schilderspulletjes gekocht hebben.
Hiernaast schilderde Van Meijgaard zelf. Dit waren doorgaans kleine schilderijen, zoals realistische stillevens van bloemen en boten, die qua sfeer overeenkomen met de Haagse schilder Hendrik Willem Mesdag. Zo bekend als zijn generatiegenoot Picasso (1881–1973) is hij niet geworden. Desalniettemin verkocht Van Meijgaard behoorlijk wat van zijn eigen werk, dat vaak in de etalage lag of aan de muur in de winkel hing. Hij signeerde zijn schilderijen rechts onderin met 'A. van Meijgaard' of met 'P. van der Horst', de naam van zijn moeder. Op de achterkant van zijn schilderijen zat een etiket van de zaak.
Van Meijgaard heeft tot zijn tachtigste in de lijstenmakerij gewerkt en daarnaast was hij immer blijven schilderen.

## Familiebanden
Van Meijgaard was de zoon van de grutter Hendrik Cornelis van Meijgaard en Petronella van der Horst. Hij is grootvader van Arjen van Meijgaard (1973), een Haagse schrijver, docent en recensent.